# Östra Rönnskär, Helsingfors
Östra Rönnskär, finska: Itäinen Pihlajasaari, är en ö i Finland. Den ligger i Finska viken och i kommunen Helsingfors i den ekonomiska regionen  Helsingfors i landskapet Nyland, i den södra delen av landet. Ön ligger nära Helsingfors.
Öns area är 5 hektar och dess största längd är 430 meter i nord-sydlig riktning.
Ön är förbunden med Västra Rönnskär via en gångbro. På ön finns en gammal försvarsanläggning från första världskriget.